# Gianfranco Fantin
Gianfranco Fantin (Padova, 19 maggio 1946 – Bologna, 19 ottobre 2001) è stato un cestista italiano.

## Carriera
Ha vestito la maglia della Nazionale in 31 occasioni, ed ha realizzato 57 punti totali. Ha disputato il Mondiale 1967 e gli Europei dello stesso anno. Ha anche partecipato ai giochi olimpici di Città del Messico 1968.